# Cerdanya (Comarca)

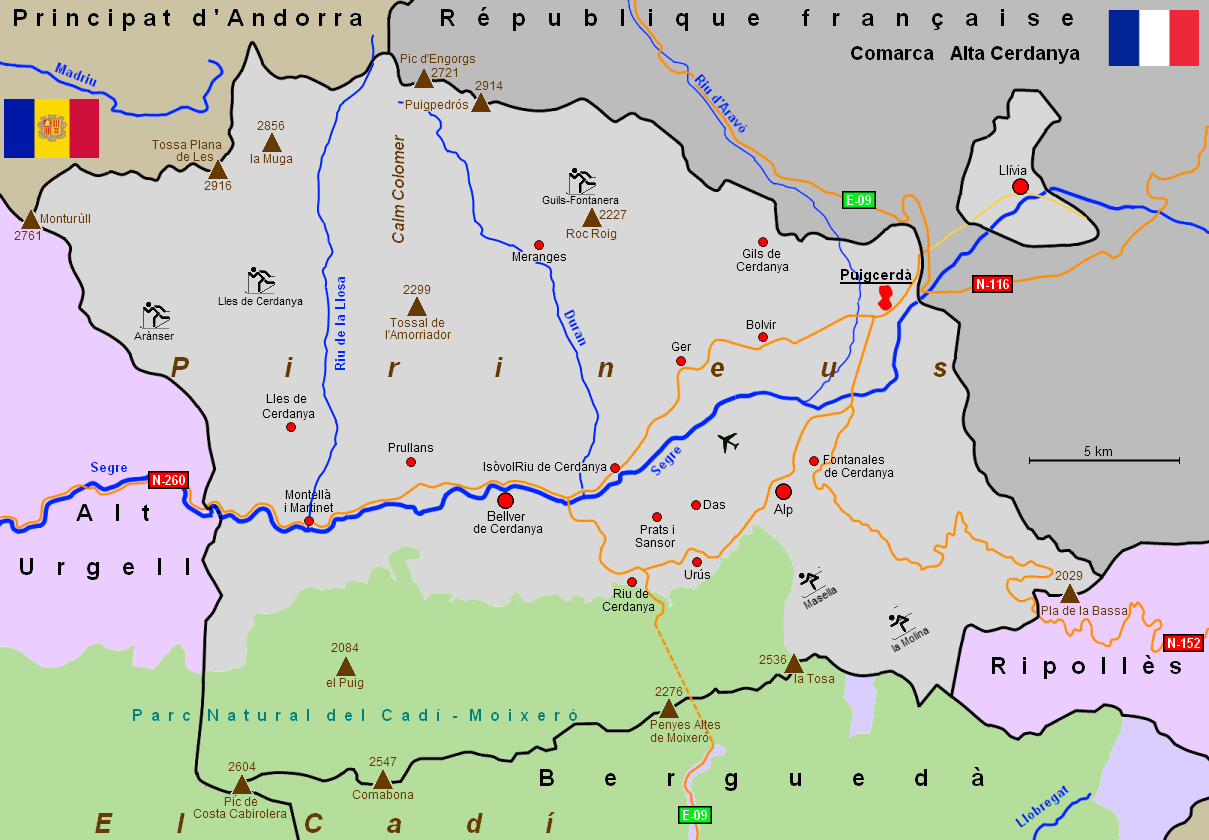
Karte Baixa Cerdanya

Die Comarca Cerdanya liegt in den Provinzen Girona und Leida der Autonomen Gemeinschaft von Katalonien (Spanien). Der Gemeindeverband hat eine Fläche von 546,19 km² und 19.443 Einwohner (2022).

## Allgemeines
Zur Unterscheidung der Comarca Alta Cerdanya (Obere Cerdanya) in Nordkatalonien im Südwesten von Frankreich wird die spanische Comarca auch Baixa Cerdanya (Untere Cerdanya) genannt.
Aus dem katalanischen Adjektiv cerdana (aus der Cerdanya stammend) leitet sich mit hoher Wahrscheinlichkeit der Name der Sardana, des katalanischen Nationaltanzes, ab.
Östlich der Hauptstadt Puigcerdà in Frankreich liegt die spanische Exklave Llívia.

## Lage

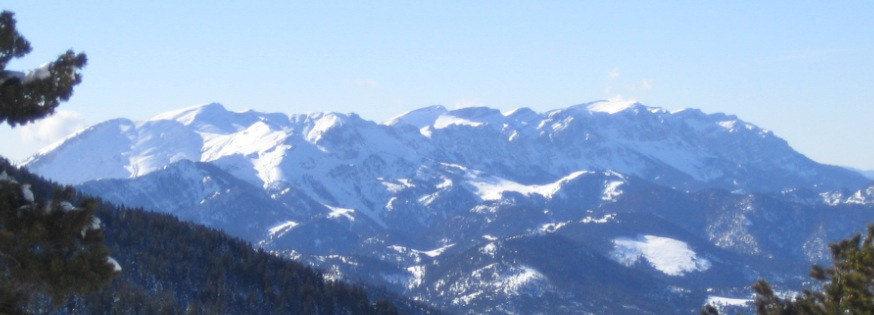
Das Cadí-Gebirge von Tosa d'Alp aus gesehen

Der Gemeindeverband liegt im nordöstlichen Teil Kataloniens, er grenzt im Südosten an die Comarca Ripollès, im Süden an Berguedà, im Westen an Alt Urgell im Norden an das Fürstentum Andorra und im Osten an die comarca Alta Cerdanya der Republik Frankreich. Zusammen mit den Comarcas Alta Ribagorça, Alt Urgell, Pallars Jussà, Pallars Sobirà und Vall d'Aran bildet die Region das Territorium Alt Pirineu i Aran. Barcelona liegt etwa 150 km in südöstlicher Richtung.
Der Oberlauf des Flusses Segre fließt in einem breiten Tal von Frankreich kommend, in Richtung Ost-West, durch den Landkreis. Auf der nördlichen Seite des Tales verläuft die Hochgebirgsregion der Pyrenäen mit dem Puigpedrós (2.911 m) und dem höchsten Berg Cerdanyas, dem Tossa Plana de Lles (2.916 m). Auf der südlichen Seite liegen die Vorpyrenäen mit den Gebirgskette Serra del Cadí, Serra de Moixeró und Serra Tosa d'Alp. Diese Gebirgsketten bilden den 1983 gegründeten Parc Natural del Cadí-Moixeró. Die höchsten Erhebungen sind der Pic de Costa Cabirolera (2.604 m) und der Comabona (2.547 m).

## Geschichte
Am 7. November 1659 wurde Katalonien im Pyrenäenvertrag zwischen dem französischen König Ludwig XIV. und dem spanischen König Philipp IV. geteilt. Cerdanya wurde dabei in zwei Hälften, die spanische Baixa Cerdanya und die französische Cerdagne, aufgespalten. Die Gemeinde Llívia verblieb bei Spanien und bildet eine spanische Exklave auf französischem Territorium. Die Hauptstadt Puigcerdà ist durch eine „neutrale“ Straße mit Llívia verbunden.
1833 wurden in Spanien Provinzen gebildet. Dabei wurde die Verwaltung der Gemeinden Cerdanyas zwischen der Provinz Lleida (sechs Gemeinden) und der Provinz Girona (acht Gemeinden) aufgeteilt.

## Sehenswürdigkeiten
Kulturhistorisch von Interesse sind die zahlreichen romanischen Kirchenbauten.

## Wirtschaft
Die Land- und Forstwirtschaft haben an Bedeutung verloren. Dafür sind Arbeitsplätze in der Textil-, Bau- und Holzindustrie entstanden.
Der Tourismus und der damit verbundene Dienstleistungssektor ist eine wichtige Erwerbsquelle der Region. Die Comarca ist eine beliebte Wintersportregion, auf dem Gebiet befinden sich bei Aránser, Guils, LLes, Masella und La Molina ausgewiesene Skigebiete.

## Gemeinden
| Gemeinde              | Einwohner (2024) | Fläche km² | Dichte Einw./km² | Cod INE | Postleitzahl | Provinz |
| --------------------- | ---------------- | ---------- | ---------------- | ------- | ------------ | ------- |
| Alp                   | 1.728            | 44,06      | 39               | 17006   | 17538        | Girona  |
| Bellver de Cerdanya   | 2.260            | 97,79      | 23               | 25051   | 25720        | Lleida  |
| Bolvir                | 497              | 10,66      | 47               | 17024   | 17539        | Girona  |
| Das                   | 270              | 14,83      | 18               | 17061   | 17538        | Girona  |
| Fontanals de Cerdanya | 531              | 28,68      | 19               | 17069   | 17538        | Girona  |
| Ger                   | 494              | 32,70      | 15               | 17078   | 17539        | Girona  |
| Guils de Cerdanya     | 566              | 22,26      | 25               | 17082   | 17528        | Girona  |
| Isòvol                | 330              | 10,80      | 31               | 17084   | 17539        | Girona  |
| Lles de Cerdanya      | 285              | 102,98     | 3                | 25127   | 25726        | Lleida  |
| Llívia                | 1.560            | 12,83      | 122              | 17094   | 17527        | Girona  |
| Meranges              | 112              | 37,58      | 3                | 17099   | 17539        | Girona  |
| Montellà i Martinet   | 620              | 55,08      | 11               | 25139   | 25725        | Lleida  |
| Prats i Sansor        | 249              | 6,21       | 40               | 25175   | 25721        | Lleida  |
| Prullans              | 252              | 21,19      | 12               | 25179   | 25727        | Lleida  |
| Puigcerdà             | 10.008           | 18,62      | 537              | 17141   | 17520        | Girona  |
| Riu de Cerdanya       | 99               | 12,35      | 8                | 25913   | 25721        | Lleida  |
| Urús                  | 207              | 17,57      | 12               | 17206   | 17538        | Girona  |
| Comarca Cerdanya      | 20.068           | 546,19     | 37               | –       | –            | –       |